# Olympische Winterspiele 2010/Eishockey
Bei den XXI. Olympischen Winterspielen 2010 in Vancouver wurden zwei Wettbewerbe im Eishockey ausgetragen. Beim Turnier der Männer traten zwölf Mannschaften an, das Frauenturnier wurde mit acht Nationalmannschaften ausgetragen.
Die Vorrundengruppen ergaben sich aus dem Stand der IIHF-Weltrangliste des Jahres 2008 und den Ergebnissen der Qualifikationsturniere. Das Männerturnier begann am 16., das Frauenturnier bereits am 13. Februar 2010, und somit einen respektive vier Tage nach der Eröffnungszeremonie am 12. Februar. Das Finale der Frauen fand am 25. Februar, das der Männer am 28. Februar, dem Schlusstag der Spiele, statt.

## Austragungsorte
Die Partien des Herren- und Frauenturnieres wurden in zwei Stadien in Vancouver, im Canada Hockey Place, dem als General Motors Place bekannten Heimstadion des NHL-Franchises Vancouver Canucks, und in der UBC Thunderbird Arena, die eigens für die Spiele erbaut wurde, ausgetragen. Der Canada Hockey Place fasst 18.810 Plätze, während die UBC Thunderbird Arena 6.800 Zuschauern Platz bietet.
Um den General Motors Place für die Olympischen Winterspiele herzurichten, bestritten die Vancouver Canucks zwischen dem 27. Januar und 13. März 2010 14 Spiele in Folge auswärts. Dies ist die längste Serie in der Geschichte der National Hockey League.
| \| Vancouver \|             |
| Austragungsort des Turniers |
| Vancouver                   |

| Vancouver |

## Modus und Teilnehmer
Die Olympischen Winterspiele 2010 wurden im Vergleich zu Turin 2006 bei den Männern erstmals in drei Gruppen und bei den Frauen – wie schon zuvor – in zwei Gruppen mit jeweils vier Mannschaften durchgeführt. Die Qualifikation für das olympische Turnier richtete sich nach der IIHF-Weltrangliste. Bei den Männern waren die ersten neun Ränge (Kanada, Russland, Schweden, Finnland, Tschechien, USA, Schweiz, Slowakei und Belarus) automatisch qualifiziert. Die nächstplatzierten Mannschaften spielten drei Qualifikationsturniere, in denen sich Deutschland, Lettland und Norwegen qualifizierten. Bei den Frauen waren die Mannschaften der USA, Kanadas, Finnlands, Russlands, der Schweiz und Schwedens direkt qualifiziert. Hinzu kamen die Slowakei und die Volksrepublik China, die sich über die Qualifikationsturniere qualifizierten.

### Veränderungen
Die Olympischen Winterspiele 2010 markierten das erste Mal, dass die Spiele in einer Stadt ausgetragen wurden, die ein Franchise der National Hockey League beheimateten und es gleichzeitig Spielern der NHL erlaubt war, an den Wettbewerben teilzunehmen. Dadurch war es erstmals so, dass die Wettbewerbe auf der schmaleren nordamerikanischen Eisfläche (61 m × 26 m) statt der standardmäßigen europäischen (61 m × 30 m) ausgetragen wurden. Damit verbunden waren Einsparungen von etwa zehn Millionen Kanadischen Dollar und die Möglichkeit, dass mehr Zuschauer die Turnierspiele besuchen konnten.

## Medaillenspiegel
| Medaillenspiegel Eishockey (nach 2 von 2 Entscheidungen) |          |      |        |        |        |
| Platz                                                    | Land     | Gold | Silber | Bronze | Gesamt |
| 1                                                        | Kanada   | 2    | —      | —      | 2      |
| 2                                                        | USA      | —    | 2      | —      | 2      |
| 3                                                        | Finnland | —    | —      | 2      | 2      |